# McMinnville (Tennessee)
McMinnville es una ciudad ubicada en el condado de Warren en el estado estadounidense de Tennessee. En el Censo de 2010 tenía una población de 13.605 habitantes y una densidad poblacional de 474,69 personas por km².

## Geografía
McMinnville se encuentra ubicada en las coordenadas 35°41′9″N 85°46′54″O / 35.68583, -85.78167. Según la Oficina del Censo de los Estados Unidos, McMinnville tiene una superficie total de 28.66 km², de la cual 28.66 km² corresponden a tierra firme y (0%) 0 km² es agua.

## Demografía
Según el censo de 2010, había 13.605 personas residiendo en McMinnville. La densidad de población era de 474,69 hab./km². De los 13.605 habitantes, McMinnville estaba compuesto por el 0.08% blancos, el 4.28% eran afroamericanos, el 0.36% eran amerindios, el 0.93% eran asiáticos, el 0.04% eran isleños del Pacífico, el 0.01% eran de otras razas y el 2.16% pertenecían a dos o más razas. Del total de la población el 0.01% eran hispanos o latinos de cualquier raza.